# AVマルチ

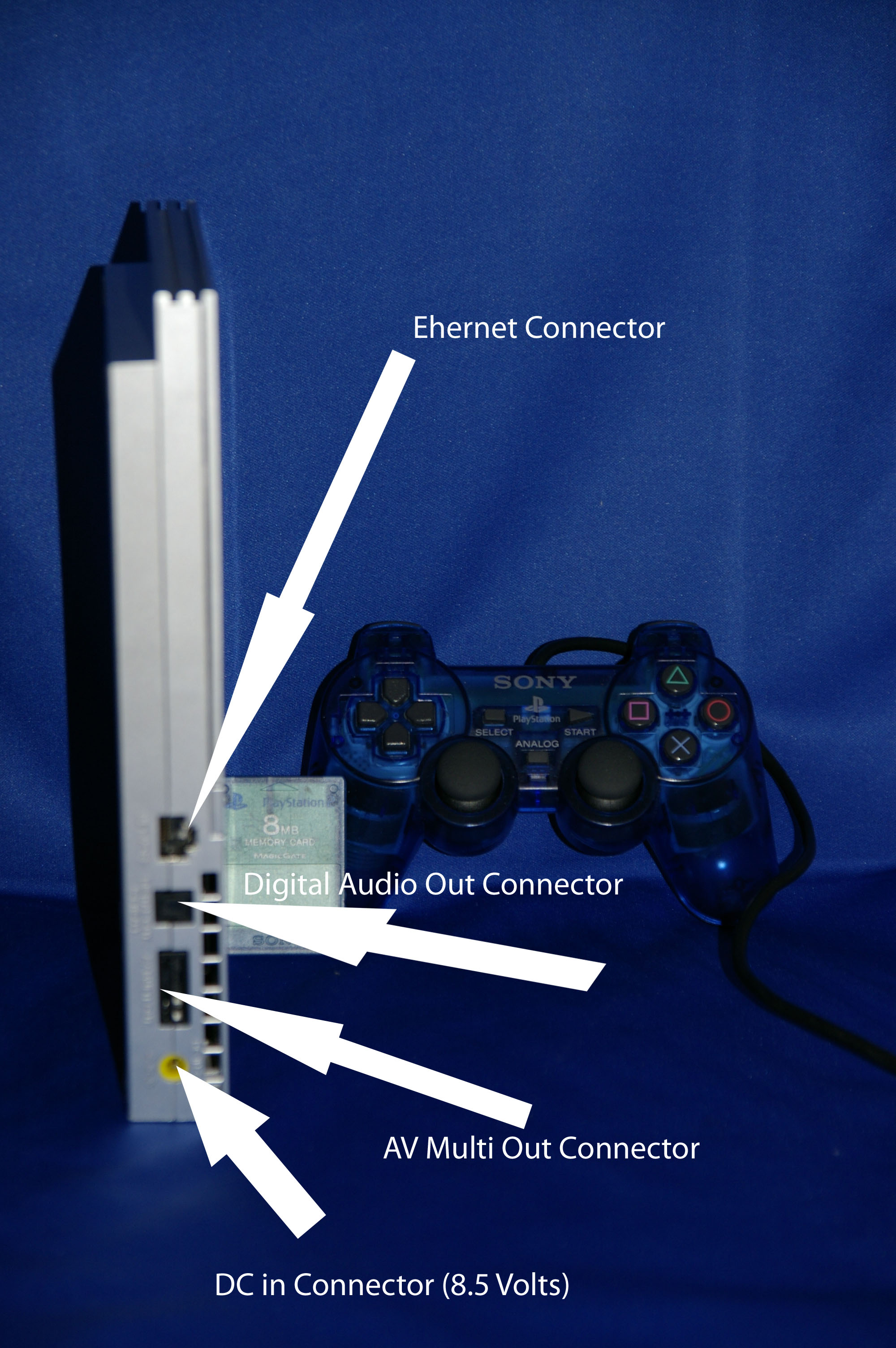
PlayStation 2の背面に配置されたAVマルチ出力端子

AVマルチ (AV MULTI) コネクターとは、アナログ映像信号とアナログステレオ音声信号をまとめて伝送できるコネクター（接続端子および接続ケーブル）のこと。以下、ソニー・コンピュータエンタテインメントのPlayStation系のゲーム機やテレビで使われている「12ピンAVマルチ入出力コネクター」について解説する。主にテレビ側がコンポジット（RCA端子）などになった接続ケーブルが用いられる。

## 概要
PlayStation（およびPS one）、PlayStation 2、PlayStation 3に標準装備されており、AVマルチケーブル（TV側はコンポジットへ接続する）が標準で付属している。PSX、PlayStation 4およびPlayStation 5は非対応。
PlayStation時代より、オプションでテレビ側がS端子、RF端子、RGB21ピンのケーブルが発売されたほか、ソニーのテレビ「WEGA」にRGB用のAVマルチ入力端子が付くようになったため、テレビ側もAVマルチ端子のケーブルが発売された。当時既にRGB21ピンを装備したテレビは少なくなっていたため、RGBで接続できることはソニーのテレビの優位な部分であった（画質面のほか配線の単純化などの点で）。
PlayStation 2発売初期のDVDプレーヤーソフトウェアにリージョンコード制限を回避できる不具合が発覚。また、RGB映像信号にはDVD-Video再生時にコピーガードが掛けられないことが問題視され、それ以降の製品ではDVD再生においてRGB出力が禁止され、RGB・色差信号用のAVマルチがソニーのテレビに付けられたが、それ以前のソニーのテレビではAVマルチ端子同士の接続によるDVD再生が事実上不可能となった。PlayStation 2以降、オプションでTV側がコンポーネント端子またはD端子の色差信号となっているケーブルも追加された。現在、この仕様を利用してPS2用コンポーネントAVケーブルとXbox用コンポーネントAVパックを繋ぎ合わせることでテレビのAVマルチ端子を活かすことが出来る。
2005年にソニーの主力ラインナップ「WEGA」シリーズが「BRAVIA」シリーズにモデルチェンジした際、AVマルチコネクターの搭載は見送られた。2005年5月25日発売のKLV-15SP2、KLV-15AP2（どちらも15インチ液晶テレビ）が最後の搭載機種となった。

## 出力信号
- RF（RF接続）
- ビデオ
- S映像
- RGB（RGB21ピン・SCART端子）

DVD再生時はPS2初期型のバージョンアップ前のみ。
SCART端子接続ケーブルは非純正品であるがヨーロッパのAV機器メーカー数社が発売している為、内部コードの繋ぎ変えを伴う改造で互換品製作可能。
- 色差信号
- ステレオ音声 - 映像がコンポジット、S端子、コンポーネント端子、D端子の場合はRCA端子で接続する。